# 伊藤真 (競泳選手)
伊藤 真（いとう まこと、1986年2月27日 - ）は日本の競泳選手。

## 人物
- 東京都北区立田端中学校[1]→本郷高等学校[2]→明治大学商学部[2]→ミズノ
- 東京スイミングセンター

## 主な成績
- 2009年1月18日、東京都北部ブロック公認記録会50m自由形で21秒72の短水路日本新を記録[3]。
- 2009年2月21日、日本短水路選手権50m自由形で21秒60、22日100m自由形で47秒54と共に短水路日本新を記録[4][5]。
- 2009年4月19日、日本選手権50m自由形で22秒19を記録して優勝。山野井の持つ日本記録にあと0.01まで迫った。

## 自己ベスト
| 泳法   | 距離 | 水路   | 記録   | 樹立日        | 大会名                             | 備考     |
| ------ | ---- | ------ | ------ | ------------- | ---------------------------------- | -------- |
| 自由形 | 50m  | 長水路 | 22秒19 | 2009年4月19日 | 第85回日本選手権水泳競技大会       |          |
| 自由形 | 100m | 長水路 | 49秒47 | 2009年4月16日 | 第85回日本選手権水泳競技大会       |          |
| 自由形 | 50m  | 短水路 | 21秒60 | 2009年2月21日 | 第50回日本短水路選手権水泳競技大会 | 日本記録 |
| 自由形 | 100m | 短水路 | 47秒54 | 2009年2月22日 | 第50回日本短水路選手権水泳競技大会 |          |